# Ypsilon (bro)
Ypsilon er en skråstagsbro over Drammenselven i Drammen, (Buskerud), Norge. Gangbroen, der knytter den nye Kunnskapsparken på Grønland sammen med byparken på Bragernes, har fået navnet "Ypsilon" på grund af sin særegne form – fra luften ser den ud som en Y, med et landfæste på Strømsøsiden og to på Bragernessiden.

## Galleri
- Ypsilon set fra Bragernes-siden
Foto: Helge Høifødt
- Nærbillede
Foto: Helge Høifødt

## Eksterne links
- Wikimedia Commons har flere filer relateret til Ypsilon (bro)
- Ypsilon-broen på broer.no
- Arkitektnytt: Ypsilon vant i Drammen Arkiveret 23. december 2005 hos  Wayback Machine
- Omtale av pristildeling (European Steel Bridges Award). Arkitektnytts hjemmeside (Webside ikke længere tilgængelig) (lest 31. juli 2008)
- Husbankens hjemmeside. Se link «Her er juryens hele begrunnelse» til omtalen av Ypsilon Arkiveret 5. november 2009 hos  Wayback Machine (lest 2. august 2008)
- Høgskolen i Buskerud: Ypsilon har landet Arkiveret 17. august 2011 hos  Wayback Machine

59°44′40″N 10°11′43″Ø / 59.74444°N 10.19528°Ø